# 谷曙光
谷曙光（1976年—），男，安徽蚌埠人，无党派人士，中国人民大学教授。

## 生平
2003年于安徽师范大学获硕士学位。后于北京师范大学获文学博士学位。现任中国人民大学国学院教授、博士生导师。
主要从事中国古代文学、戏曲等研究工作。主持国家社科基金艺术学重大项目、国家社科基金一般项目等科研项目多项，发表学术论文100余篇。曾获2015年度中国人文社科最具影响力青年学者、第八届高等学校科学研究优秀成果奖（人文社会科学青年学者奖）等。

## 社会兼职
中国唐代文学学会理事、中国戏曲学会理事、中国韩愈研究会副会长、北京戏曲评论学会副会长。曾担任东方卫视《绝版赏析》、中央电视台《朗读者》等节目嘉宾、评委。并在音频平台“喜马拉雅”讲授中国古典名著。

## 著作
- 《韩愈诗歌宋元接受研究》（2009年，安徽大学出版社）
- 《京剧历史文献汇编（清代卷）》（十卷本副主编）（2011年，凤凰出版社）
- 《梅兰芳老戏单图鉴：从戏单探究梅兰芳的舞台生涯》（2015年，学苑出版社）
- 《梅兰芳珍稀史料汇刊（五卷本）》（编校）（2015年，学苑出版社）
- 《梨园文献与优伶演剧——京剧昆曲文献史料考论》（2015年，中国社会科学出版社）
- 《贯通与驾驭：宋代文体学述论》（2016年，人民文学出版社）
- 《吴小如戏曲文集全编（五卷本）》（编注）（2020年，山东文艺出版社）